# 埃尔德纳
埃尔德纳是德国梅克伦堡-前波莫瑞州的一个市镇。总面积33.99平方公里，总人口1231人，其中男性626人，女性605人（2011年12月31日），人口密度36人/平方公里。